# Ejn Vered
Ejn Vered (hebrejsky עֵין וֶרֶד, doslova „Růžový pramen“, v oficiálním přepisu do angličtiny En Wered, přepisováno též Ein Vered) je vesnice typu mošav v Izraeli, v Centrálním distriktu, v Oblastní radě Lev ha-Šaron.

## Geografie
Leží v nadmořské výšce 65 metrů v hustě osídlené a zemědělsky intenzivně využívané pobřežní nížině, respektive Šaronské planině, nedaleko od kopcovitých oblastí podél Zelené linie oddělujících vlastní Izrael v mezinárodně uznávaných hranicích od okupovaného Západního břehu Jordánu.
Obec se nachází 10 kilometrů od břehu Středozemního moře, cca 27 kilometrů severovýchodně od centra Tel Avivu, cca 61 kilometrů jižně od centra Haify a 10 kilometrů jihovýchodně od města Netanja. Ejn Vered obývají Židé, přičemž osídlení v tomto regionu je etnicky převážně židovské. Západním směrem v pobřežní nížině je osídlení ryze židovské. Na severovýchod a jihovýchod od mošavu ovšem leží téměř souvislý pás měst a vesnic obývaných izraelskými Araby – takzvaný Trojúhelník. Konkrétně jde o města Kalansuva a Tira.
Ejn Vered je na dopravní síť napojen pomocí lokální silnice číslo 5532, která jižně od mošavu ústí do lokální silnice číslo 553.

## Dějiny
Ejn Vered byl založen v roce 1930. Ke zřízení vesnice došlo 1. května 1930. Název obce je odvozen od původního arabského místního jména Ajn al-Vardat. Zakladateli mošavu byli židovští přistěhovalci z Ruska a Polska, kteří byli členy telavivské zemědělské společnosti (ארגון חקלאי ת"א) – Irgun chakla'i Tel Aviv. To byl i původní název nové osady, roku 1935 změněný na současné jméno.
Roku 1933 byla dokončena výstavba obytných domů. Již předtím došlo k zřízení studny. Zároveň začalo vysazování citrusových hájů. K rozvoji zemědělského podnikání pak došlo v 50. letech 20. století, kdy obec získala pod svou jurisdikci další pozemky. V roce 1936 populaci mošavu posílil příchod skupiny Židů z Německa. V roce 1945 sem také dorazila skupina židovských dětí z Řecka. V roce 1950 zde v souvislosti s masivní přistěhovaleckou vlnou vyrostla nová obytná čtvrť. Další stavební rozšíření vesnice nastalo roku 1995 a po roce 2000.
Koncem 40. let měl mošav rozlohu katastrálního území 2 230 dunamů (2,23 kilometrů čtverečních). Správní území obce dosahuje nyní 3800 dunamů (3,8 kilometru čtverečního). Místní ekonomika je založena na zemědělství (pěstování citrusů, květin a chov drůbeže).

## Demografie
Podle údajů z roku 2014 tvořili naprostou většinu obyvatel v Ejn Vered Židé (včetně statistické kategorie "ostatní", která zahrnuje nearabské obyvatele židovského původu ale bez formální příslušnosti k židovskému náboženství).
Jde o menší sídlo vesnického typu s dlouhodobě rostoucí populací. K 31. prosinci 2014 zde žilo 1436 lidí. Během roku 2014 populace stoupla o 1,1 %.
| Rok            | 1948 | 1961 | 1972 | 1983 | 1995 | 2001 | 2003 | 2004 | 2005 | 2006 | 2007 | 2008 | 2009 | 2010 | 2011 | 2012 | 2013 | 2014 |
| -------------- | ---- | ---- | ---- | ---- | ---- | ---- | ---- | ---- | ---- | ---- | ---- | ---- | ---- | ---- | ---- | ---- | ---- | ---- |
| Počet obyvatel | 421  | 501  | 502  | 579  | 760  | 931  | 988  | 1006 | 1059 | 1141 | 1213 | 1241 | 1130 | 1181 | 1311 | 1375 | 1420 | 1436 |